# Sorde-l’Abbaye
Sorde-l’Abbaye (okzitanisch: Sorda l’Abadia) ist eine französische Gemeinde mit 636 Einwohnern (Stand: 1. Januar 2022) im Département Landes in der Region Nouvelle-Aquitaine (vor 2016: Aquitanien). Sie gehört zum Arrondissement Dax und zum Kanton Orthe et Arrigans. Die Einwohner werden Sordais oder Sordians genannt.

## Geografie
Die Gemeinde Sorde-l’Abbaye liegt an der Grenze zum Département Pyrénées-Atlantiques rund 33 Kilometer ostnordöstlich von Bayonne zwischen den Flüssen Gave d’Oloron im Süden und Gave de Pau im Norden, die an der Westspitze der Gemeinde zum Gaves Réunis zusammenfließen. Nachbargemeinden von Sorde-l’Abbaye sind Cauneille im Norden, Labatut im Nordosten, Saint-Cricq-du-Gave und Lahontan im Osten, Carresse-Cassaber im Südosten und Süden, Saint-Pé-de-Léren und Léren im Süden, Came im Südwesten sowie Oeyregave im Westen.
Durchbohrte Eckzähne eines Höhlenlöwen wurden in der Höhle Duruthy bei Sorde-l’Abbaye entdeckt.
Die Gemeinde liegt an der Via Turonensis, einer Variante des Jakobswegs.

## Bevölkerungsentwicklung
| Jahr                       | 1962 | 1968 | 1975 | 1982 | 1990 | 1999 | 2006 | 2012 | 2021 |
| Einwohner                  | 628  | 637  | 616  | 572  | 569  | 535  | 628  | 658  | 628  |
| Quellen: Cassini und INSEE |      |      |      |      |      |      |      |      |      |

## Sehenswürdigkeiten
- Kloster Saint-Jean, erbaut auf gallorömischen Anlagen (erhaltene Mosaike), Monument historique, Teil des Weltkulturerbes Jakobsweg

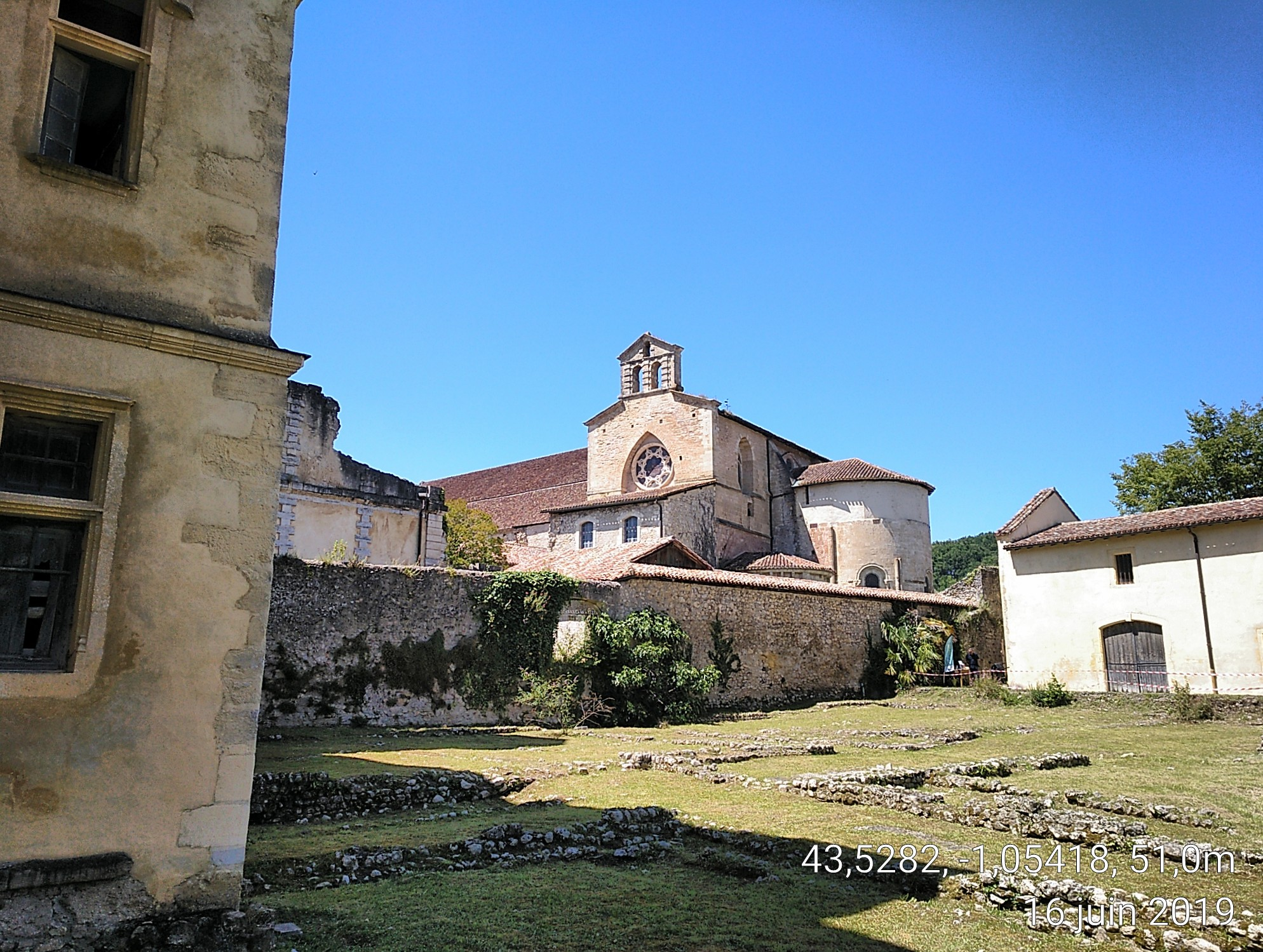
Kloster Saint-Jean
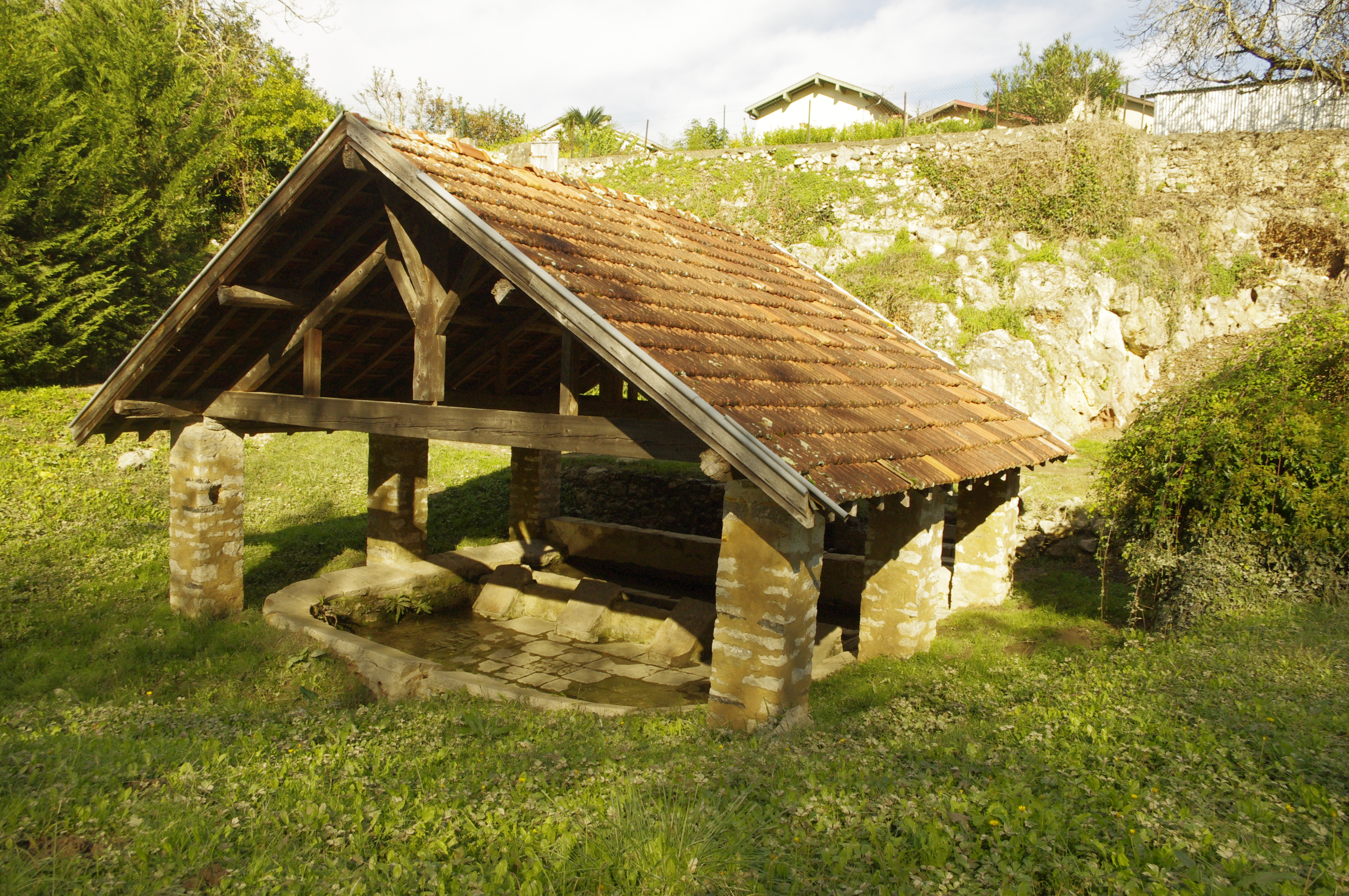
Ehemaliges öffentliches Waschhaus